# Scambus rufator
Scambus rufator là một loài tò vò trong họ Ichneumonidae.